# Lista över fornlämningar i Strängnäs kommun (Vansö)
Lista över fornlämningar i Strängnäs kommun (Vansö) är en förteckning av ett urval av de fornlämningar som finns i Vansö i Strängnäs kommun.
| Namn                       | Lämningstyp                 | Tillkomsttid | Historisk indelning | Plats | Läge                 | ID-nr          | Bild                                 |
| -------------------------- | --------------------------- | ------------ | ------------------- | ----- | -------------------- | -------------- | ------------------------------------ |
| Vansö 2:1                  | Hög                         |              | Vansö, Södermanland |       | 59.383094, 16.961056 | 10038500020001 | Ladda upp en bild av detta fornminne |
| Vansö 3:1                  | Stensättning                |              | Vansö, Södermanland |       | 59.382747, 16.962129 | 10038500030001 | Ladda upp en bild av detta fornminne |
| Vansö 5:1                  | Stensättning                |              | Vansö, Södermanland |       | 59.388164, 16.942632 | 10038500050001 | Ladda upp en bild av detta fornminne |
| Vansö 7:1                  | Stensättning                |              | Vansö, Södermanland |       | 59.387623, 16.938705 | 10038500070001 | Ladda upp en bild av detta fornminne |
| Vansö 7:2                  | Stensättning                |              | Vansö, Södermanland |       | 59.387508, 16.938687 | 10038500070002 | Ladda upp en bild av detta fornminne |
| Vansö 7:3                  | Stensättning                |              | Vansö, Södermanland |       | 59.387411, 16.938681 | 10038500070003 | Ladda upp en bild av detta fornminne |
| Vansö 8:1                  | Gravfält                    |              | Vansö, Södermanland |       | 59.388005, 16.939517 | 10038500080001 | Ladda upp en bild av detta fornminne |
| Vansö 11:1                 | Gravfält                    |              | Vansö, Södermanland |       | 59.392157, 16.967433 | 10038500110001 | Ladda upp en bild av detta fornminne |
| Vansö 13:1                 | Stensättning                |              | Vansö, Södermanland |       | 59.390174, 16.936276 | 10038500130001 | Ladda upp en bild av detta fornminne |
| Vansö 14:1                 | Stensättning                |              | Vansö, Södermanland |       | 59.387329, 16.931290 | 10038500140001 | Ladda upp en bild av detta fornminne |
| Vansö 14:2                 | Stensättning                |              | Vansö, Södermanland |       | 59.387293, 16.931049 | 10038500140002 | Ladda upp en bild av detta fornminne |
| Vansö 14:3                 | Stensättning                |              | Vansö, Södermanland |       | 59.387428, 16.931212 | 10038500140003 | Ladda upp en bild av detta fornminne |
| Vansö 15:1                 | Stensättning                |              | Vansö, Södermanland |       | 59.387215, 16.930234 | 10038500150001 | Ladda upp en bild av detta fornminne |
| Vansö 17:1                 | Gravfält                    |              | Vansö, Södermanland |       | 59.387581, 16.928837 | 10038500170001 | Ladda upp en bild av detta fornminne |
| Vansö 18:1                 | Gravfält                    |              | Vansö, Södermanland |       | 59.386242, 16.925032 | 10038500180001 | Ladda upp en bild av detta fornminne |
| Vansö 19:1                 | Gravfält                    |              | Vansö, Södermanland |       | 59.385152, 16.922511 | 10038500190001 | Ladda upp en bild av detta fornminne |
| Vansö 20:1                 | Stensättning                |              | Vansö, Södermanland |       | 59.389260, 16.931203 | 10038500200001 | Ladda upp en bild av detta fornminne |
| Vansö 21:1                 | Röse                        |              | Vansö, Södermanland |       | 59.389642, 16.929673 | 10038500210001 | Ladda upp en bild av detta fornminne |
| Vansö 22:1                 | Stensättning                |              | Vansö, Södermanland |       | 59.389267, 16.927719 | 10038500220001 | Ladda upp en bild av detta fornminne |
| Vansö 23:1                 | Gravfält                    |              | Vansö, Södermanland |       | 59.391046, 16.924282 | 10038500230001 | Ladda upp en bild av detta fornminne |
| Vansö 24:1                 | Stensättning                |              | Vansö, Södermanland |       | 59.391431, 16.924224 | 10038500240001 | Ladda upp en bild av detta fornminne |
| Vansö 25:1                 | Gravfält                    |              | Vansö, Södermanland |       | 59.390738, 16.922420 | 10038500250001 | Ladda upp en bild av detta fornminne |
| Vansö 26:1                 | Gravfält                    |              | Vansö, Södermanland |       | 59.390251, 16.919268 | 10038500260001 | Ladda upp en bild av detta fornminne |
| Vansö 28:1                 | Stensättning                |              | Vansö, Södermanland |       | 59.386192, 16.896536 | 10038500280001 | Ladda upp en bild av detta fornminne |
| Vansö 29:1                 | Stensättning                |              | Vansö, Södermanland |       | 59.386483, 16.896115 | 10038500290001 | Ladda upp en bild av detta fornminne |
| Vansö 29:2                 | Grav markerad av sten/block |              | Vansö, Södermanland |       | 59.386483, 16.896115 | 10038500290002 | Ladda upp en bild av detta fornminne |
| Vansö 31:1                 | Stensättning                |              | Vansö, Södermanland |       | 59.386081, 16.894319 | 10038500310001 | Ladda upp en bild av detta fornminne |
| Vansö 32:1                 | Stensättning                |              | Vansö, Södermanland |       | 59.389569, 16.894899 | 10038500320001 | Ladda upp en bild av detta fornminne |
| Vansö 33:1                 | Stensättning                |              | Vansö, Södermanland |       | 59.380802, 16.888640 | 10038500330001 | Ladda upp en bild av detta fornminne |
| Vansö 34:1                 | Stensättning                |              | Vansö, Södermanland |       | 59.390626, 16.887333 | 10038500340001 | Ladda upp en bild av detta fornminne |
| Vansö 35:1                 | Gravfält                    |              | Vansö, Södermanland |       | 59.392995, 16.919028 | 10038500350001 | Ladda upp en bild av detta fornminne |
| Vansö 36:1                 | Gravfält                    |              | Vansö, Södermanland |       | 59.393810, 16.924153 | 10038500360001 | Ladda upp en bild av detta fornminne |
| Vansö 37:1                 | Stensättning                |              | Vansö, Södermanland |       | 59.409309, 16.906203 | 10038500370001 | Ladda upp en bild av detta fornminne |
| Vansö 38:1                 | Gravfält                    |              | Vansö, Södermanland |       | 59.412797, 16.926596 | 10038500380001 | Ladda upp en bild av detta fornminne |
| Vansö 40:1                 | Gravfält                    |              | Vansö, Södermanland |       | 59.412889, 16.920728 | 10038500400001 | Ladda upp en bild av detta fornminne |
| Vansö 41:1                 | Stensättning                |              | Vansö, Södermanland |       | 59.413227, 16.920243 | 10038500410001 | Ladda upp en bild av detta fornminne |
| Vansö 42:1                 | Gravfält                    |              | Vansö, Södermanland |       | 59.413883, 16.918181 | 10038500420001 | Ladda upp en bild av detta fornminne |
| Vansö 43:1                 | Stensättning                |              | Vansö, Södermanland |       | 59.413505, 16.916732 | 10038500430001 | Ladda upp en bild av detta fornminne |
| Vansö 43:2                 | Stensättning                |              | Vansö, Södermanland |       | 59.413538, 16.916367 | 10038500430002 | Ladda upp en bild av detta fornminne |
| Vansö 44:1                 | Grav markerad av sten/block |              | Vansö, Södermanland |       | 59.409637, 16.937501 | 10038500440001 | Ladda upp en bild av detta fornminne |
| Vansö 44:2                 | Stensättning                |              | Vansö, Södermanland |       | 59.409639, 16.937293 | 10038500440002 | Ladda upp en bild av detta fornminne |
| Vansö 45:1                 | Stensättning                |              | Vansö, Södermanland |       | 59.410681, 16.939484 | 10038500450001 | Ladda upp en bild av detta fornminne |
| Vansö 45:2                 | Stensättning                |              | Vansö, Södermanland |       | 59.410891, 16.939550 | 10038500450002 | Ladda upp en bild av detta fornminne |
| Vansö 46:1                 | Stensättning                |              | Vansö, Södermanland |       | 59.412119, 16.939696 | 10038500460001 | Ladda upp en bild av detta fornminne |
| Vansö 48:1                 | Gravfält                    |              | Vansö, Södermanland |       | 59.416690, 16.935691 | 10038500480001 | Ladda upp en bild av detta fornminne |
| Vansö 49:1                 | Stensättning                |              | Vansö, Södermanland |       | 59.416711, 16.933755 | 10038500490001 | Ladda upp en bild av detta fornminne |
| Vansö 50:1                 | Gravfält                    |              | Vansö, Södermanland |       | 59.418282, 16.935845 | 10038500500001 | Ladda upp en bild av detta fornminne |
| Vansö 51:1                 | Röse                        |              | Vansö, Södermanland |       | 59.419001, 16.932968 | 10038500510001 | Ladda upp en bild av detta fornminne |
| Vansö 52:1                 | Stensättning                |              | Vansö, Södermanland |       | 59.420786, 16.933180 | 10038500520001 | Ladda upp en bild av detta fornminne |
| Vansö 53:1                 | Gravfält                    |              | Vansö, Södermanland |       | 59.421422, 16.935882 | 10038500530001 | Ladda upp en bild av detta fornminne |
| Vansö 54:1                 | Gravfält                    |              | Vansö, Södermanland |       | 59.422268, 16.937896 | 10038500540001 | Ladda upp en bild av detta fornminne |
| Vansö 55:1                 | Stensättning                |              | Vansö, Södermanland |       | 59.422082, 16.939519 | 10038500550001 | Ladda upp en bild av detta fornminne |
| Vansö 55:2                 | Stensättning                |              | Vansö, Södermanland |       | 59.422018, 16.939725 | 10038500550002 | Ladda upp en bild av detta fornminne |
| Vansö 56:1                 | Gravfält                    |              | Vansö, Södermanland |       | 59.421730, 16.940693 | 10038500560001 | Ladda upp en bild av detta fornminne |
| Vansö 57:1                 | Röse                        |              | Vansö, Södermanland |       | 59.421746, 16.942092 | 10038500570001 | Ladda upp en bild av detta fornminne |
| Vansö 58:1                 | Gravfält                    |              | Vansö, Södermanland |       | 59.422277, 16.942200 | 10038500580001 | Ladda upp en bild av detta fornminne |
| Ingjaldshögen (Vansö 59:1) | Gravfält                    |              | Vansö, Södermanland |       | 59.424950, 16.932312 | 10038500590001 | Ladda upp en bild av detta fornminne |
| Vansö 59:2                 | Gravfält                    |              | Vansö, Södermanland |       | 59.423773, 16.933754 | 10038500590002 | Ladda upp en bild av detta fornminne |
| Vansö 60:1                 | Gravfält                    |              | Vansö, Södermanland |       | 59.415534, 16.956289 | 10038500600001 | Ladda upp en bild av detta fornminne |
| Vansö 61:1                 | Gravfält                    |              | Vansö, Södermanland |       | 59.414444, 16.948436 | 10038500610001 | Ladda upp en bild av detta fornminne |
| Vansö 62:1                 | Stensättning                |              | Vansö, Södermanland |       | 59.410164, 16.952019 | 10038500620001 | Ladda upp en bild av detta fornminne |
| Vansö 63:1                 | Gravfält                    |              | Vansö, Södermanland |       | 59.405347, 16.947148 | 10038500630001 | Ladda upp en bild av detta fornminne |
| Vansö 64:1                 | Gravfält                    |              | Vansö, Södermanland |       | 59.404479, 16.949977 | 10038500640001 | Ladda upp en bild av detta fornminne |
| Vansö 65:1                 | Stensättning                |              | Vansö, Södermanland |       | 59.404307, 16.951151 | 10038500650001 | Ladda upp en bild av detta fornminne |
| Vansö 66:1                 | Stensättning                |              | Vansö, Södermanland |       | 59.377002, 16.951750 | 10038500660001 | Ladda upp en bild av detta fornminne |
| Vansö 69:1                 | Gravfält                    |              | Vansö, Södermanland |       | 59.385559, 16.923288 | 10038500690001 | Ladda upp en bild av detta fornminne |
| Vansö 70:1                 | Stensättning                |              | Vansö, Södermanland |       | 59.377486, 16.951632 | 10038500700001 | Ladda upp en bild av detta fornminne |
| Vansö 174                  | Stensättning                |              | Vansö, Södermanland |       | 59.391681, 16.893364 | 12000000005972 | Ladda upp en bild av detta fornminne |
| Vansö 180                  | Stensättning                |              | Vansö, Södermanland |       | 59.391843, 16.893256 | 12000000005978 | Ladda upp en bild av detta fornminne |
| Vansö 182                  | Stensättning                |              | Vansö, Södermanland |       | 59.410483, 16.939516 | 12000000005987 | Ladda upp en bild av detta fornminne |
| Vansö 184                  | Stensättning                |              | Vansö, Södermanland |       | 59.412230, 16.939727 | 12000000005989 | Ladda upp en bild av detta fornminne |
| Vansö 186                  | Gravfält                    |              | Vansö, Södermanland |       | 59.417807, 16.931036 | 12000000005991 | Ladda upp en bild av detta fornminne |
| Vansö 193                  | Gravfält                    |              | Vansö, Södermanland |       | 59.420287, 16.936284 | 12000000006001 | Ladda upp en bild av detta fornminne |
| Vansö 195                  | Stensättning                |              | Vansö, Södermanland |       | 59.414798, 16.949614 | 12000000006005 | Ladda upp en bild av detta fornminne |
| Rotetorp (Vansö 203)       | Lägenhetsbebyggelse         |              | Vansö, Södermanland |       | 59.398496, 16.939194 | 12000000006438 | Ladda upp en bild av detta fornminne |
| Pipartorp (Vansö 209)      | Lägenhetsbebyggelse         |              | Vansö, Södermanland |       | 59.399266, 16.967443 | 12000000006444 | Ladda upp en bild av detta fornminne |
| Vansö 211                  | Stensättning                |              | Vansö, Södermanland |       | 59.409136, 16.906664 | 12000000006446 | Ladda upp en bild av detta fornminne |
| Vansö 214                  | Stensättning                |              | Vansö, Södermanland |       | 59.387870, 16.940636 | 12000000006449 | Ladda upp en bild av detta fornminne |
| Vansö 220                  | Stensättning                |              | Vansö, Södermanland |       | 59.409185, 16.906661 | 12000000006455 | Ladda upp en bild av detta fornminne |
| Vansö 249                  | Stensättning                |              | Vansö, Södermanland |       | 59.404203, 16.951531 | 12000000039014 | Ladda upp en bild av detta fornminne |